# Карачи (порт)
Порт Карачи (урду گاہ كراچى‎) — морской порт в пакистанском городе Карачи, на побережье Аравийского моря; крупнейший морской порт Пакистана: обрабатывает около 60 % грузооборота всей страны (25 млн тонн грузов в год). А вместе с портом Касим эти два основных порта государства обрабатывают более 90 % всей внешней торговли Пакистана.

В рамках программы "Зеленый порт Карачи" (Green Port Karachi), Управление портом Карачи (КРТ) начало пилотное внедрение партии водородных (Н2) вилочных погрузчиков для контейнерных операций в районе терминала КІСТ в 2024 году, став одним из первых портов региона, тестирующих эту технологию для снижения углеродного следа.

## История
Город Карачи, в силу своего географического и стратегического положения, известен как ворота в Азию. Первое упоминание о порте в Карачи находится в арабском трактате по навигации — «Мухит», написанном в 1558 году.
Строительство причалов началось в 1882 году, а в период 1927—1944 годов была построена основная инфраструктура и судоремонтные заводы. Большинство из этих объектов устарели ко времени возникновения Пакистана в 1947 году: администрация порта приступила к модернизации порта Карачи.
На момент обретения Пакистаном независимости в 1947 году, пропускная способность порта составляла около 1,5 млн тонн сухих грузов и 1,0 млн тонн ГСМ в год. В настоящее время порт способен принять 25,45 млн тонн сухих грузов (в том числе 1 213 744 ДФЭ) и 11,74 млн тонн жидких грузов, что составляет около 60 % импорта/экспорта страны.